# Itilima (Distrikt)
Itilima ist ein Distrikt in der tansanischen Region Simiyu mit dem Verwaltungszentrum in Lagangabilili. Itilima grenzt im Norden an die Distrikte Bariadi und Bariadi (TC), im Osten an die Region Arusha, im Süden an die Distrikte Meatu und Maswa und im Nordwesten an die Region Mwanza.

## Geographie
Der Distrikt Itilima ist 2648 Quadratkilometer groß und hat 419.213 Einwohner (Volkszählung 2022). Von der Fläche entfallen 640 Quadratkilometer auf das Maswa-Wildreservat. Beinahe 2000 Quadratkilometer sind urbares Land oder Weidefläche.
Das Klima von Itilima ist tropisch. Die jährliche Niederschlagsmenge liegt zwischen 700 und 950 Millimeter. Es gibt zwei Regenzeiten. Kurze Regenschauer fallen in den Monaten Oktober bis Dezember, von März bis Mai gibt es längere Regenperioden. Von Juni bis September ist es heiß und trocken. Die Durchschnittstemperatur liegt bei 29 Grad Celsius am Tag und 19 Grad in der Nacht.

## Geschichte
Im Jahr 2012 wurde die Region Simiyu mit dem Distrikt Itilima gegründet.

## Verwaltungsgliederung
Itilima ist in die vier Divisionen Kanadi, Bumera, Itilima und Kinang’weli und 22 Bezirke (Wards) gegliedert:
- Budalabujiga
- Bumera
- Chinamili
- Ikindilo (Ikindiro)
- Kinang'weli
- Lagangabilili
- Lugulu
- Mbita
- Mhunze
- Migato
- Mwalushu
- Mwamapalala
- Mwamtani
- Mwaswale
- Ndolelezi
- Nhobora
- Nkoma
- Nkuyu
- Nyamalapa
- Sagata
- Sawida
- Zagayu

| Die größte Ethnik in Itilima sind die Sukuma, die auch Ntuzu genannt werden. Daneben leben auch Nyiramba, Kulya, Kerewe, Zanaki, Waha und Nyamwezi im Distrikt. Von den über Fünfjährigen konnten 48 Prozent Swahili und vier Prozent Englisch und Swahili lesen und schreiben, 48 Prozent waren Analphabeten (Stand 2012). | Die zur Anzeige dieser Grafik verwendete Erweiterung wurde dauerhaft deaktiviert. Wir arbeiten aktuell daran, diese und weitere betroffene Grafiken auf ein neues Format umzustellen. (Mehr dazu) |

## Einrichtungen und Dienstleistungen
- Bildung: Im Distrikt gibt es 113 Grundschulen, auf einen Lehrer kommen 46 Schüler.[5] Von den dreißig weiterführenden Schulen sind 29 staatlich, eine ist privat. Es gibt keine höheren Schulen im Distrikt.[6]
- Gesundheit: Für die medizinische Versorgung der Bevölkerung stehen drei Gesundheitszentren und 29 Apotheken zur Verfügung (Stand 2012).[7]
- Wasser: Knapp unter sechzig Prozent der Bevölkerung haben Zugang zu sauberem Wasser (Stand 2012).[7]

| - Landwirtschaft: Die Landwirtschaft trägt neunzig Prozent zum Bruttoinlandsprodukt des Distriktes bei. Für die Selbstversorgung werden hauptsächlich Mais, Hirse, Reis, Süßkartoffeln, Maniok, Bohnen und Hülsenfrüchte angebaut, in manchen Gebieten auch Gemüse. Für den Verkauf wird vor allem Baumwolle kultiviert, daneben auch Nüsse, Sonnenblumen, Linsen und Erbsen (Stand 2017). An Nutztieren werden am häufigsten Geflügel, Rinder, Ziegen und Schafe gehalten (Stand 2012). - Straßen: Von den 900 Kilometer Straßen im Distrikt sind der Großteil Schotter- oder Erdstraßen. Die Fernstraße von Shinyanga über Bariadi, an Musoma vorbei nach Kenia durchquert den Distrikt im Westen. | Die zur Anzeige dieser Grafik verwendete Erweiterung wurde dauerhaft deaktiviert. Wir arbeiten aktuell daran, diese und weitere betroffene Grafiken auf ein neues Format umzustellen. (Mehr dazu) |